# Groudon
Groudon és una de les espècies que apareixen a la franquícia Pokémon. És de tipus terra. El seu nom és una combinació del mot anglès ground («terra») i la paraula castellana don («senyor»). Groudon va aparèixer per primera vegada a Pokémon Ruby i Pokémon Sapphire. Groudon es va convertir en la mascota del videojoc Pokémon Ruby, en els quals va aparèixer tant a la caixa dels jocs com als jocs en si. El seu rival Kyogre, amb el qual Groudon ha lliurat batalles titàniques en la continuïtat dels jocs, és la mascota de Pokémon Sapphire.
A l'anime Pokémon, Groudon apareix per primera vegada a l'episodi Gaining Groudon. Al capítol següent, The Scuffle of Legends, lluita contra el seu rival, Kyogre. També apareixen imitacions de Groudon a Malice in Wonderland! i la pel·lícula Pokémon: Jirachi Wish Maker.
És considerat un dels Pokémon més fort de tots a les batalles competitives de Pokémon (categoria «Uber»). Té un nivell d'atac molt alt i disposa de moviments que li permeten elevar-lo encara més. Tanmateix, també se'l pot utilitzar en modalitat defensiva gràcies a la seva capacitat d'encaixar atacs físics.